# Романтика на човні
Романтика на човні (англ. A Rowboat Romance) — американська короткометражна кінокомедія Роско Арбакла 1914 року.

## У ролях
- Роско ’Товстун’ Арбакл
- Слім Саммервілл
- Мак Свейн
- Джозеф Свікард